# 三池藩
三池藩（みいけはん）は、筑後国三池郡を領した藩。藩庁として三池（現在の福岡県大牟田市）に三池陣屋を構えた。藩主家は立花家であり、柳河藩の立花家とは一族であるが、互いに独立した藩であり、同藩は柳河藩の支藩ではない。

## 略史
立花宗茂の弟・高橋直次は慶長19年（1614年）、常陸国筑波郡に5千石を与えられ、旗本となった。その長男・立花種次は元和7年（1621年）、旧領地であった筑後国三池郡に5000石加増の1万石を得て三池に移り、三池藩が立藩した。
第4代藩主・立花貫長の時代である元文3年（1738年）に石炭の採掘が始まり、平成9年（1997年）まで存続した三池炭鉱の礎となった。
第6代藩主・立花種周は幕閣に入り、寛政期に大番頭、奏者番兼寺社奉行を経て若年寄まで栄達した。蝦夷地総監として近藤重蔵を千島に派遣するなど、北方外交も担当した。
だが反松平定信派の一橋派に属し政争に敗北し、文化2年（1805年）11月に幕府の機密漏洩の罪により罷免され、12月には強制隠居を科され蟄居となった。そのため、種周の跡を継いだ第7代藩主・立花種善は文化3年（1806年）、陸奥国伊達郡下手渡藩（現・福島県伊達市月舘町近辺）に左遷され、約60年間は三池藩は幕府領となった。
その間、種善から種温を経て種恭の代の慶応4年（1868年）9月、再び三池に藩庁を移し、再度三池藩を復した。
明治2年（1869年）版籍奉還と同時に立花家は華族に列した。同4年（1871年）の廃藩置県で三池県となったのち、三潴県を経て福岡県に編入された。
明治17年（1884年）の華族令で立花家には子爵が叙爵された。

## 歴代藩主
立花家
外様 1万石 （1621年 - 1806年、1868年 - 1871年）
| 代                      | 氏名                         | 官位            | 在職期間                           | 享年 | 備考                                    |
| ----------------------- | ---------------------------- | --------------- | ---------------------------------- | ---- | --------------------------------------- |
| 1                       | 立花種次 たちばな たねつぐ   | 従五位下 主膳正 | 元和7年 - 寛永7年 1621年 - 1630年  | 27   | 祖父は高橋紹運。父は立花直次。          |
| 2                       | 立花種長 たちばな たねなが   | 従五位下 和泉守 | 寛永7年 - 天和2年 1630年 - 1682年  | 87   |                                         |
| 3                       | 立花種明 たちばな たねあきら | 従五位下 主膳正 | 天和2年 - 元禄12年 1682年 - 1699年 | 56   |                                         |
| 4                       | 立花貫長 たちばな やすなが   | 従五位下 出雲守 | 元禄12年 - 延享4年 1699年 - 1747年 | 61   |                                         |
| 5                       | 立花長煕 たちばな ながひろ   | 従五位下 和泉守 | 延享4年 - 宝暦12年 1747年 - 1762年 | 59   |                                         |
| 6                       | 立花種周 たちばな たねちか   | 従五位下 出雲守 | 宝暦12年 - 文化2年 1762年 - 1805年 | 66   | 寛政5年（1793年）、若年寄に。           |
| 7                       | 立花種善 たちばな たねよし   | 従五位下 豊前守 | 文化2年 - 文化3年 1805年 - 1806年  | 39   | 文化3年（1806年）に陸奥下手渡藩へ移封。 |
| 1806年 - 1868年は幕府領 |                              |                 |                                    |      |                                         |
| 1                       | 立花種恭 たちばな たねゆき   | 従二位 出雲守   | 明治元年 - 明治4年 1868年 - 1871年 | 70   | 新政府の命を受け、再立藩。              |

## 幕末の領地
- 筑後国
  - 三池郡のうち - 5村
- 陸奥国（岩代国）
  - 伊達郡のうち - 7村（うち1村は黒石藩に編入）